# Teodorești, Argeș
Teodorești este un sat în comuna Cuca din județul Argeș, Muntenia, România.